# Amérique du Nord britannique
Pour les articles homonymes, voir ANB et BNA.
 (septembre 2024).
1783–1907
Entités précédentes :
- Amérique britannique

Entités suivantes :
- Canada
- Terre-Neuve
- Bermudes

L'Amérique du Nord britannique (ANB ; en anglais : British North America, BNA) désigne l'ensemble des territoires de l'Empire britannique en Amérique septentrionale suite à l'indépendance des États-Unis. Elle succède à l'Amérique britannique et coexistait, en Amérique du Nord, avec les Antilles britanniques. 
Cette expression informelle, d'abord utilisée en 1783, reste peu commune avant le Rapport sur les affaires de l'Amérique du Nord britannique (1839), aussi appelé rapport Durham. 
Au début de la révolution américaine, en 1775, l'Empire britannique comprenait vingt colonies en Amérique septentrionale, c'est-à-dire au nord du Mexique et hors des Antilles. Les Américains ont tenté sans succès d'annexer le Canada au nord. La Floride orientale et la Floride occidentale ont été cédées à l'Espagne par le Traité de Paris qui mit fin à la révolution américaine, puis cédées par l'Espagne aux États-Unis en 1819. Toutes les colonies restantes de l'Amérique du Nord britannique, sauf une, se sont regroupées de 1867 à 1905 pour former le Dominion du Canada. Terre-Neuve a finalement rejoint le Canada en 1949. 

## Possessions en 1783
Les anciennes colonies et territoires qui forment aujourd'hui le Canada :
- Territoires arctiques britanniques
- Colonie de la Nouvelle-Écosse
  - Colonie du Nouveau-Brunswick (détachée de la Nouvelle-Écosse en 1784)
  - Colonie du Cap-Breton (détachée de la Nouvelle-Écosse en 1784 puis réunie en 1820)
- Colonie de l'Île-Saint-Jean (renommée Île-du-Prince-Édouard en 1798)
- Province de Québec, divisée en 1791 :
  - Province du Haut-Canada
  - Province du Bas-Canada, réunies en 1841 :
    - Province du Canada-Uni
- Colonie de Terre-Neuve

- Terre de Rupert, intégrée dans les territoires du Nord-Ouest en 1870
  - Province du Manitoba, créée en 1870

Territoires acquis au XIXe siècle :
- Territoire du Nord-Ouest, créé en 1853
  - Territoire Stikine
  - Territoires du Nord-Ouest, créées en 1870
- Oregon Country (territoire disputé jusqu'au traité de l'Oregon de 1848)
  - Nouvelle-Calédonie / District du Columbia
  - Colonie de la Colombie-Britannique
  - Colonie des Îles-de-la-Reine-Charlotte
  - Colonie de l'Île-de-Vancouver

Les Bermudes. 